# Cristatosybra jeanvoinei
Cristatosybra jeanvoinei är en skalbaggsart som först beskrevs av Maurice Pic 1929.  Cristatosybra jeanvoinei ingår i släktet Cristatosybra och familjen långhorningar. Inga underarter finns listade i Catalogue of Life.